# Салех аль-Бураики
Сале́х аль-Бураи́ки (араб. صالح البريكي ‎; род. 27 февраля 1977, Кувейт) — кувейтский футболист, полузащитник. Участник летних Олимпийских игр 2000 года.

## Биография
В 2000 году Салех аль-Бураики принял участие в летних Олимпийских играх в Сиднее. Аль-Бураики принял участие во всех трёх встречах группового этапа, а сама сборная Кувейта, выиграв один матч, заняла в своей группе 3-е место и выбыла из соревнований.
Во взрослой сборной Кувейта Аль-Бураики мог дебютировать в 2000 году, когда он был включён в заявку сборной для участия в Кубке Азии, однако, на поле Салех так и не появился. В итоге в национальной сборной Кувейта Салех аль-Бураики дебютировал в 2002 году, когда принял участие в товарищеском матче против сборной Германии. Сборная Кувейта проиграла матч 0:7, а Салех вышел в основном составе и провёл на поле 89 минут. В 2004 году Аль-Бураики принял участие в Кубке Азии. На турнире Салех провёл всего 56 минут, выйдя в стартовом составе в матче против Иордании.
| Матчи Салеха аль-Бураики за сборную Кувейта | Матчи Салеха аль-Бураики за сборную Кувейта | Матчи Салеха аль-Бураики за сборную Кувейта | Матчи Салеха аль-Бураики за сборную Кувейта | Матчи Салеха аль-Бураики за сборную Кувейта | Матчи Салеха аль-Бураики за сборную Кувейта | Матчи Салеха аль-Бураики за сборную Кувейта | Матчи Салеха аль-Бураики за сборную Кувейта |
| ------------------------------------------- | ------------------------------------------- | ------------------------------------------- | ------------------------------------------- | ------------------------------------------- | ------------------------------------------- | ------------------------------------------- | ------------------------------------------- |
| №                                           | Дата                                        | Место проведения                            | Оппонент                                    | Счёт                                        | Голы                                        | Минуты                                      | Соревнование                                |
| 1                                           | 9 мая 2002                                  | Фрайбург                                    | Германия                                    | 0:7                                         | —                                           | 89’                                         | Товарищеский матч                           |
| 2                                           | 23 июля 2004                                | Цзинань                                     | Иордания                                    | 0:2                                         | —                                           | 56’                                         | Кубок Азии 2004                             |
| 3                                           | 9 июня 2004                                 | Кувейт                                      | Гонконг                                     | 4:0                                         | —                                           | 78’                                         | Отборочный матч ЧМ 2006                     |
| 4                                           | 8 сентября 2004                             | Гонконг                                     | Гонконг                                     | 2:0                                         | —                                           | 90’                                         | Отборочный матч ЧМ 2006                     |
| 5                                           | 13 октября 2004                             | Кувейт                                      | Китай                                       | 1:0                                         | —                                           | 90’                                         | Отборочный матч ЧМ 2006                     |
| 6                                           | 17 ноября 2004                              | Кувейт                                      | Малайзия                                    | 6:1                                         | —                                           | 40’                                         | Отборочный матч ЧМ 2006                     |